# Acusilao
Acusilao (in greco antico: Ἀκουσίλαος?, Akousílaos; Argo, metà VI secolo a.C. – inizio V secolo a.C.) è stato uno storico e mitografo greco antico.

## Biografia
Le notizie fornite sulla sua vita dal lessico Suda, che lo definiva uno storico (ἰστορικός), sono scarse: Acusilao sarebbe stato figlio di Caba ed originario della città di Cercade, nei pressi di Aulide; nella proprietà del padre avrebbe scoperto alcune tavolette di bronzo che riportavano un testo di genealogia divina.
Non si sa di preciso se la sua attività sia da collocare al tempo di Ciro II, di Cambise II o di Dario, anche se una notizia dello storico ebreo Flavio Giuseppe indurrebbe tuttavia a situarlo quantomeno prima della prima guerra persiana.

## Opere
Acusilao fu autore di un'opera in tre libri, intitolata (sicuramente in epoca più tarda) Genealogie o Storie, in dialetto ionico, della quale restano pochi frammenti. Egli vi avrebbe ripreso l'opera di Esiodo, utilizzando la prosa anziché la poesia, tanto che l'erudizione alessandrina gli attribuiva il merito di essere stato il primo ad affrontare il genere della prosa letteraria di argomento mitografico.
Il periodo considerato andava dal Caos originario fino alla guerra di Troia. Nello specifico, la narrazione seguiva, come nel poema di Esiodo, uno schema cosmogonico e teogonico, per poi continuare con la discendenza umana degli dei; passando al mondo umano, Acusilao si diffondeva sulla genealogia della sua Argo, continuando con Eracle, che era di discendenza argiva. Altri frammenti testimoniano una trattazione sulla saga tebana, sui Deucalionidi e, come detto, sulla guerra troiana.
L'opera di Acusilao era ancora letta nel IV secolo a.C., ma in seguito venne utilizzata soprattutto dagli specialisti, quali mitografi e scoliasti, per conoscere una nuova diffusione in età adrianea, nel II secolo d.C., e fu commentata dal retore e sofista Sabino.

## Edizioni
- (DE, GRC) Felix Jacoby, 2, in Die Fragmente der griechischen Historiker, Berlino, Weidmann, 1923-1958.